# دنیس دنتون
دنیس دنتون (انگلیسی: Denice Denton؛ ۲۷ اوت ۱۹۵۹ – ۲۴ ژوئن ۲۰۰۶) یک استاد دانشگاه دررشته مهندسی الکترونیک اهل ایالات متحده آمریکا بود.